# Мерецький Віктор Миколайович
Віктор Миколайович Мерецький (нар. 27 вересня 1972, с. Ситне Радивилівського району Рівненської області, Україна) — український вчений у галузі клінічної фармакології, доктор медичних наук (2014), професор (2015), професор кафедри фармакології з клінічною фармакологією Тернопільського національного медичного університету імені І. Я. Горбачевського.

## Життєпис
Закінчив Тернопільську державну медичну академію імені І. Я. Горбачевського за спеціальністю «лікарська справа» у 1998 році.
1998—2000 — навчався у інтернатурі зі спеціальності «Ортопедія і травматологія».
З 2006 року працює у Тернопільському національному медичному університеті імені І.Я. Горбачевського на кафедрі фармакології з клінічною фармакологією.

## Наукова діяльність
Наукова діяльність присвячена питанням раціональної фармакотерапії внутрішніх органів, хребта і суглобів. 
Кандидатська дисертація на тему «Ріст та формоутворення кісток скелету за умов корекції вторинного остеопорозу» захищена у 2003 році.
Докторська дисертація на тему «Патогенез ушкоджень органів при експериментальній черепно-мозковій травмі у поєднанні з стрептозотоцин—індукованим цукровим діабетом» захищена у 2014 році. 

## Доробок
Автор і співавтор понад 100 наукових праць, 1 підручника, має 6 патентів на корисну модель.